# 火曜ドラマ (日本テレビ)
『火曜ドラマ』（かようドラマ）は、日本テレビ系列で2007年4月から2009年3月まで毎週火曜22:00 - 22:54（JST）に放送されていた連続ドラマ枠。

## 概要
同枠は1981年9月29日から放送が開始された『火曜サスペンス劇場(以下、火サス)』（後に『DRAMA COMPLEX』→『火曜ドラマゴールド』と枠タイトルを改題）以来25年に渡って2時間ドラマを放送してきたが、2007年3月で『火サス』以来26年に及ぶ同局の2時間ドラマ枠の歴史に幕を閉じ、レギュラーの2時間ドラマ枠から撤退となる。そして、同年4月に26年ぶりに1時間に分割して放送する枠とし、21時台にバラエティ番組枠、22時台に『火曜劇場』以来約26年振りに連続ドラマ枠を復活させた。
ただ、これまでの大人の視聴者層中心の辛口ドラマではなく、若者・ティーンズ層向けドラマを中心に制作されていた。そのため、主演俳優は若手の起用が多く、連続ドラマで初主演を飾ることが多かった。一方、主題歌を歌うアーティストも新人や若い層から人気のあるアーティストが多く、初めてドラマ主題歌になることが多かった。（みつき、FLOW、BENNIE K、Microなど）
小説や映画を原作としたドラマを何作が制作された火曜劇場枠とは対照的に、火曜ドラマ枠の立ち上げ以降、漫画を原作としたドラマを中心としていたが、4作目の『貧乏男子 ボンビーメン』と6作目の『学校じゃ教えられない!』、7作目の『オー!マイ・ガール!!』はオリジナルストーリーを採用していた。本枠では、火曜劇場枠に見られた小説を原作としたドラマは一度も制作されていなかった。
同ドラマ枠の視聴率において『探偵学園Q』、『有閑倶楽部』、『貧乏男子 ボンビーメン』が平均で2桁を記録している。
8作目の『神の雫』で、2007年4月より2年間放送した火曜ドラマは幕を閉じた。これにより、連続ドラマとしての『火曜劇場』から単発（21時からの2時間）→連続と続いた火曜22時ドラマも36年間で幕引きとなった。現在、この時間帯ではバラエティ枠が放送されている。

## 作品リスト

### 2007年
- 4月 - 6月：『セクシーボイスアンドロボ』

原作：黒田硫黄
主演：松山ケンイチ、大後寿々花
最高視聴率：12.5%（初回）、平均視聴率7.56%
- 7月 - 9月：『探偵学園Q』

原作：天樹征丸
主演：神木隆之介
最高視聴率：12.4%（初回）、平均視聴率11.13%
- 10月 - 12月：『有閑倶楽部』

原作：一条ゆかり
主演：赤西仁（KAT-TUN）
最高視聴率15.9%（初回）、平均視聴率12.63%

### 2008年
- 1月 - 3月：『貧乏男子 ボンビーメン』

主演：小栗旬
最高視聴率16.5%（初回）、平均視聴率11.57%
- 4月 - 6月：『おせん』

原作：きくち正太
主演：蒼井優
最高視聴率10.3%（初回）、平均視聴率9.12%
- 7月 - 9月：『学校じゃ教えられない!』

主演：深田恭子
最高視聴率9.9%（初回）、平均視聴率6.42%
- 10月 - 12月：『オー!マイ・ガール!!』

主演：速水もこみち
最高視聴率8.3%（初回・2話）、平均視聴率7.46%

### 2009年
- 1月 - 3月：『神の雫』

原作：亜樹直、作画：オキモト・シュウ
主演：亀梨和也（KAT-TUN）
最高視聴率10.3%（初回）、平均視聴率6.08%

## 放送時間
前番組『火曜ドラマゴールド』の同時ネット局を踏襲しているが、ステレオ放送を実施するため副音声による解説放送は行わなかった。宮崎県については作品によってテレビ宮崎の場合と宮崎放送の場合とがある。また、沖縄県については火曜ドラマゴールド時代まで土曜正午からの遅れ放送だった沖縄テレビで放映されると思われたが、後述のように放送権が琉球放送に渡っている。
| 放送対象地域   | 放送局                    | 系列                          | 放送曜日・放送時間   | 遅れ       |
| -------------- | ------------------------- | ----------------------------- | -------------------- | ---------- |
| 関東広域圏     | 日本テレビ（NTV）         | 日本テレビ系列                | 火曜日 22:00 - 22:54 | 制作局     |
| 北海道         | 札幌テレビ（STV）         | 日本テレビ系列                | 火曜日 22:00 - 22:54 | 同時ネット |
| 青森県         | 青森放送（RAB）           | 日本テレビ系列                | 火曜日 22:00 - 22:54 | 同時ネット |
| 岩手県         | テレビ岩手（TVI）         | 日本テレビ系列                | 火曜日 22:00 - 22:54 | 同時ネット |
| 宮城県         | ミヤギテレビ（MMT）       | 日本テレビ系列                | 火曜日 22:00 - 22:54 | 同時ネット |
| 秋田県         | 秋田放送（ABS）           | 日本テレビ系列                | 火曜日 22:00 - 22:54 | 同時ネット |
| 山形県         | 山形放送（YBC）           | 日本テレビ系列                | 火曜日 22:00 - 22:54 | 同時ネット |
| 福島県         | 福島中央テレビ（FCT）     | 日本テレビ系列                | 火曜日 22:00 - 22:54 | 同時ネット |
| 山梨県         | 山梨放送（YBS）           | 日本テレビ系列                | 火曜日 22:00 - 22:54 | 同時ネット |
| 新潟県         | テレビ新潟（TeNY）        | 日本テレビ系列                | 火曜日 22:00 - 22:54 | 同時ネット |
| 長野県         | テレビ信州（TSB）         | 日本テレビ系列                | 火曜日 22:00 - 22:54 | 同時ネット |
| 静岡県         | 静岡第一テレビ（SDT）     | 日本テレビ系列                | 火曜日 22:00 - 22:54 | 同時ネット |
| 富山県         | 北日本放送（KNB）         | 日本テレビ系列                | 火曜日 22:00 - 22:54 | 同時ネット |
| 石川県         | テレビ金沢（KTK）         | 日本テレビ系列                | 火曜日 22:00 - 22:54 | 同時ネット |
| 福井県         | 福井放送（FBC）           | 日本テレビ系列                | 火曜日 22:00 - 22:54 | 同時ネット |
| 中京広域圏     | 中京テレビ（CTV）         | 日本テレビ系列                | 火曜日 22:00 - 22:54 | 同時ネット |
| 近畿広域圏     | 読売テレビ（ytv）         | 日本テレビ系列                | 火曜日 22:00 - 22:54 | 同時ネット |
| 鳥取県・島根県 | 日本海テレビ（NKT）       | 日本テレビ系列                | 火曜日 22:00 - 22:54 | 同時ネット |
| 広島県         | 広島テレビ（HTV）         | 日本テレビ系列                | 火曜日 22:00 - 22:54 | 同時ネット |
| 山口県         | 山口放送（KRY）           | 日本テレビ系列                | 火曜日 22:00 - 22:54 | 同時ネット |
| 徳島県         | 四国放送（JRT）           | 日本テレビ系列                | 火曜日 22:00 - 22:54 | 同時ネット |
| 香川県・岡山県 | 西日本放送（RNC）         | 日本テレビ系列                | 火曜日 22:00 - 22:54 | 同時ネット |
| 愛媛県         | 南海放送（RNB）           | 日本テレビ系列                | 火曜日 22:00 - 22:54 | 同時ネット |
| 高知県         | 高知放送（RKC）           | 日本テレビ系列                | 火曜日 22:00 - 22:54 | 同時ネット |
| 福岡県         | 福岡放送（FBS）           | 日本テレビ系列                | 火曜日 22:00 - 22:54 | 同時ネット |
| 長崎県         | 長崎国際テレビ（NIB）     | 日本テレビ系列                | 火曜日 22:00 - 22:54 | 同時ネット |
| 熊本県         | くまもと県民テレビ（KKT） | 日本テレビ系列                | 火曜日 22:00 - 22:54 | 同時ネット |
| 鹿児島県       | 鹿児島読売テレビ（KYT）   | 日本テレビ系列                | 火曜日 22:00 - 22:54 | 同時ネット |
| 大分県         | テレビ大分（TOS）         | 日本テレビ系列 フジテレビ系列 | 金曜日 16:55 - 17:53 | 10日遅れ   |

※宮崎県では、テレビ宮崎（フジテレビ系列とテレビ朝日系列とのクロスネット局）で『セクシーボイスアンドロボ』が2007年8月3日から水曜〜金曜16:00-16:55の枠で放送した（第1回のみ15:40から）。また、宮崎放送（TBS系列）で『探偵学園Q』（以前スペシャル版を遅れ放送した）をネット予定としている事を、同局の掲示板で局側からの回答として掲載していたが、2007年12月17日から月曜から金曜のドラマストリート枠（14:00-14:55、初回は15:15まで）で放送。さらに、『有閑倶楽部』に関しては、2008年1月8日よりテレビ宮崎で15:53から（第1回は15:14から）放送していた。テレビ宮崎のドラマパーク内で『貧乏男子 ボンビーメン』を2008年4月29日より15:58から（第1回は15:43から）放送していた。
※沖縄県では、『有閑倶楽部』が琉球放送（TBS系列）で2007年11月5日から毎週月曜24:55-25:50、『貧乏男子 ボンビーメン』は2008年1月25日から毎週金曜25:30-26:30、『神の雫』は2009年2月14日から毎週土曜24:55-25:55に放送されていた。